# گوگنهایم پارتنرز
گوگنهایم پارتنرز (انگلیسی: Guggenheim Partners) شرکت سرمایه‌گذاری آمریکایی است، که در سال ۱۹۹۹ توسط خانواده گوگنهایم تأسیس شد.